# Chiesa di Santa Emerenziana (Ville d'Anaunia)
La chiesa di Santa Emerenziana è un luogo di culto romanico posta all'imbocco della Val di Tovel su un'appendice del monte Corno a Tuenno. Fa parte della zona pastorale delle Valli del Noce e la costruzione risale all'XI secolo.

## Storia
La costruzione risale all’XI-XII secolo, si pensa che fosse stata una casa stazione dei frati di Madonna di Campiglio, per quasi 200 anni fu un eremitaggio. Santa Emerenziana è la patrona della Val di Tovel.
Alla fine del '400 la chiesa era in cattivo stato, non venivano celebrate messe e il patrimonio della cappella era stato disperso. Nel 1484 la chiesa era quasi totalmente andata in rovina, allora i visitatori vescovili informarono della situazione il vescovo tedesco Johannes Hinderbach che chiese ai sindaci di provvedere, mentre Marco Ognibeni vi fece celebrare delle messe.

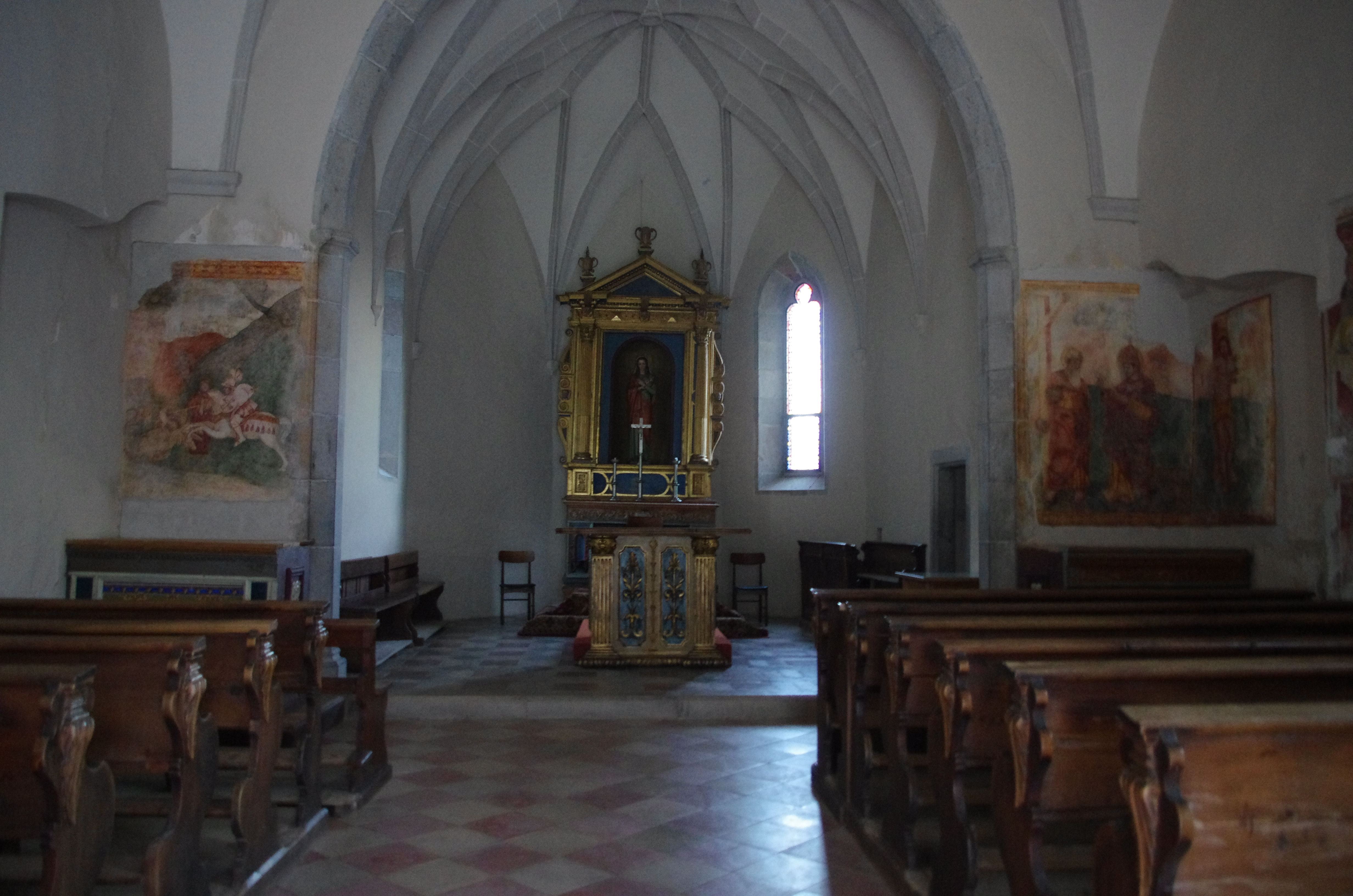
L'interno della chiesa visto dal portone d'ingresso.

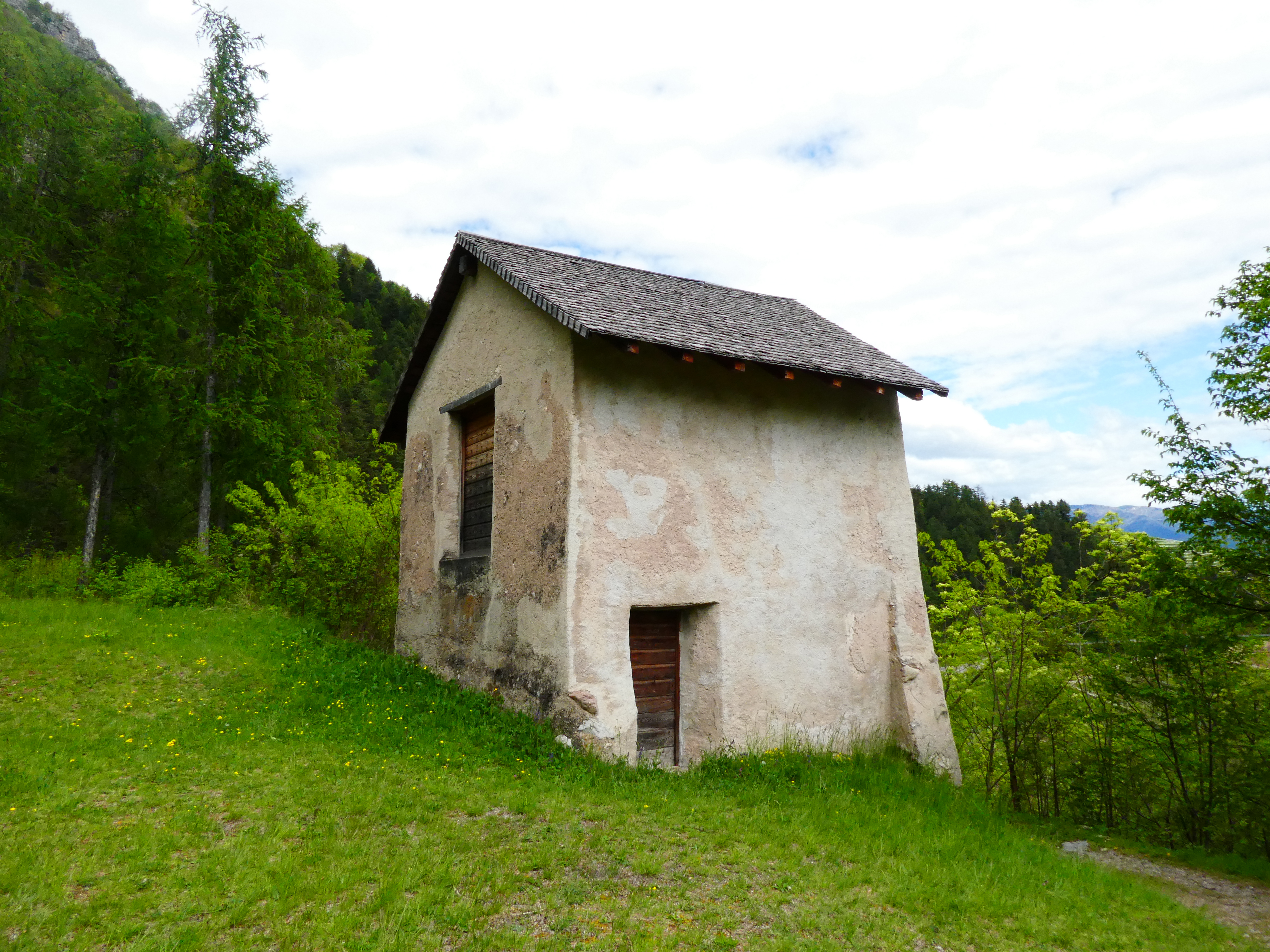
L'eremo presente vicino alla chiesa.

Il romitaggio, dopo essere stato rinnovato, il 25 novembre 1558 venne consacrato da Mariano Mano. Nell'altare vennero riposte le reliquie dei Santi Martiri Martirio, Sisinio e Alessandro e di Santa Emerenziana. Nel tempo alla chiesa vennero fatte altre modifiche, nel 1616 la chiesa presentava tre altari distinti, venne ordinato di provvedere per i due altari minori. Vennero inoltre ingrandite le mense, riparato il pavimento e di fatto un armadio per la sagrestia. Nel 1628 la facciata venne decorata con una pittura, di cui ora non resta nessuna traccia. La pala d'altare è conservata nella canonica.
Tra il 1733 e il 1763 Giovanni Battista da Fondo trovò la chiesa piuttosto danneggiata è la ampliò con quattro celle. Nelle vicinanze costruì anche una piccola casetta rurale, l'eremo. 
Nel 1831 fu restaurato il tetto e circa venti anni dopo la chiesa venne usata come lazzaretto per malati. Tra il 1972 e il 197 si procedette al restauro della parte interna. La copertura in scandole di larice viene completamente rinnovata, gli elementi lapidei interni ed esterni vennero puliti e l'intero edificio venne ritinteggiato.
L'ultimo ciclo di restauri si è completato nel 2014.

## Descrizione

### Interno
L'interno presenta una navata unica, a pianta rettangolare, scandita in due campate dai pilastri murali e dai peducci presso le pareti laterali.
Al fianco dell'arco santo ed in controfacciata si trovano alcuni riquadri affrescati con carattere figurativo, parti di un impianto decorativo parzialmente perduto.
Sui due altari minori sono presenti due affreschi: quello a sinistra è dedicato a San Giorgio che si scaglia contro il famoso drago e l’altro è dedicato ai Santi Andrea, Fabiano e Sebastiano. Altri affreschi raffigurano Santa Emerenziana sul letto di morte, un frammento dello stemma della famiglia Cazzuffo e un altro che raffigura l'Ascensione di Maria.
Uscendo si può notare un’acquasantiera in pietra.

### Esterno
Il portale d’ingresso è leggermente decentrato, è un portale lapideo e archiacuto, ornato con dei bassorilievi. Nell’arco è scolpita una mano benedicente, affiancata a una piccola croce e a un giglio. Gli stipiti del portale sono dipinti di rosso e i capitelli di bianco. Ai lati del portale ci sono due finestre quadrangolari inferriate con cornice lapidea.
Al centro, sopra il portale, si trova un oculo anch'esso con cornice lapidea. Il campanile a torretta si trova nel punto d'incontro tra le falde di copertura sulla facciata.
La facciata, a ripidi spioventi, è serrata da due barbacani, strutture difensive medioevali utilizzati come sostegno o protezione aggiuntiva rispetto al muro di cinta o alla fortezza vera e propria. La facciata è a capanna, il portale è tardo gotico e racchiude elementi romanici come la mano benedicente, la croce e la rosa e il rosone.

### Eremo
A Sud della chiesa si trova una piccola cella, utilizzata come rifugio per i pellegrini. Fino ai primi del ‘900 una parte serviva da eremo e da fienile o stalla.